# Campo di internamento di Katzenau

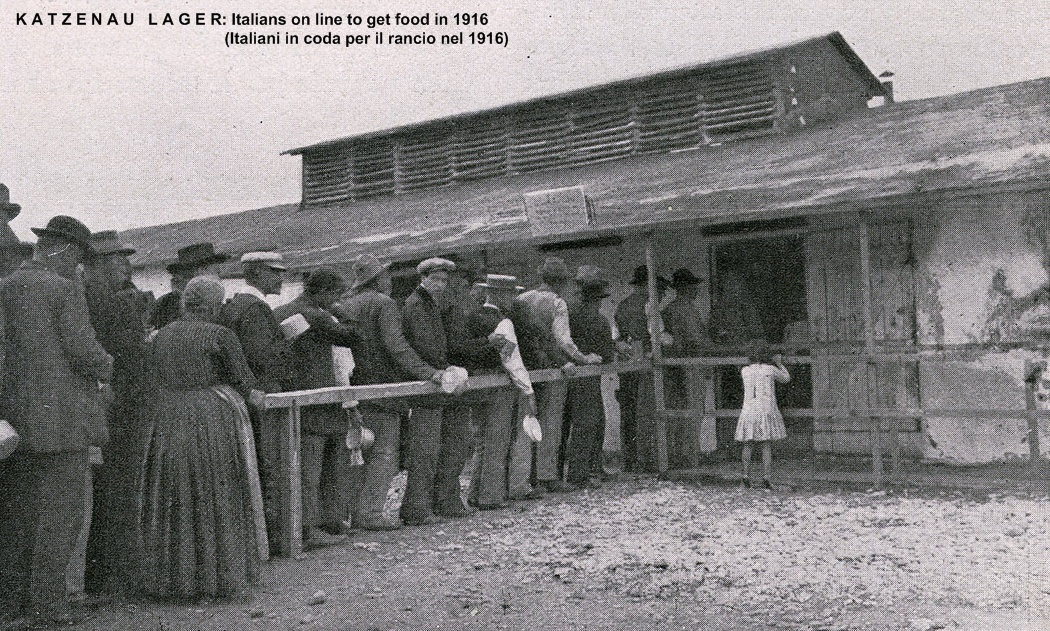
Internati in coda per il rancio al Campo di internamento di Katzenau, in Austria nel 1916

Katzenau è una località alla periferia di Linz, in Austria, dove ebbe sede durante la prima guerra mondiale un campo di internamento (Interniertenlager) destinato principalmente a rinchiudere persone "politicamente inaffidabili", ossia cittadini austro-ungarici sospettati di sentimenti ostili alla monarchia e in particolare sospettati di irredentismo filo-italiano. Come Katzenau vi furono molte altre cosiddette Città baracche nell'Impero austro-ungarico durante la Grande Guerra.

## Caratteristiche
La maggioranza degli internati era costituita da persone di lingua italiana provenienti da territori dell'Impero (Trentino, Alto Adige, Ampezzano, Venezia Giulia, Fiume, Dalmazia), sebbene non siano mancati "regnicoli" (cioè cittadini del Regno d'Italia) e persone di altra nazionalità, ad esempio romeni.
Il campo giunse ad ospitare fino a 3.500 persone, tra cui vecchi e bambini, in condizioni talvolta assai precarie. A partire dal maggio 1915, vi furono rinchiusi, tra gli altri, oltre 1.700 trentini, circa 40 residenti a Bolzano e il fratello di James Joyce, Stanislaus, arrestato a Trieste con l'accusa di irredentismo.
(Alessandro Ferioli)
Il campo fu chiuso definitivamente nel 1918. Coloro che morirono durante la prigionia furono oltre il 20% del totale degli internati, in maggioranza bambini e anziani. Essi sono ricordati dal 2001, per iniziativa di Mario Eichta, trentino e figlio di un internato a Katzenau, da una targa bilingue posta nel cimitero di Linz dove sono sepolti.
Complessivamente durante la Grande Guerra furono evacuati verso le province continentali dell'Impero austro-ungarico quasi 230.000 profughi civili provenienti dalle zone a ridosso del fronte e quindi troppo pericolose per i civili. Circa 70.000 erano trentini, 90.000 erano dell'Isontino e dell'Istria, 60.000 erano sloveni dell'Isontino e del Carso, e 10.000 erano croati dell'Istria. Diverse decine di migliaia di questi furono collocate - per periodi di tempo che potevano andare da pochi mesi fino all'intera durata della guerra - in campi come quello di Wagna, di Pottendorf, Steinklamm, Bruck an der Mur, Leitha ecc., dove molti di loro, soprattutto vecchi e bambini, trovarono la morte a causa delle proibitive condizioni di vita.